# Bandera de Oberá
La Bandera de Oberá es uno de los símbolos oficiales del municipio de Oberá, en la provincia de Misiones, Argentina. Es de forma rectangular realizada sobre tres franjas verticales no uniformes, tanto en lo formal como en lo proporcional. Está conformada por los colores rojo, blanco y verde.

## Historia
La bandera fue diseñada en el año 1998 por el joven obereño Jorge Roberto De France.
Junto a la bandera de la provincia de Tierra del Fuego, Antártida e Islas del Atlántico Sur, son las únicas banderas que utilizan una figura central de color blanco, para dividir los dos campos de colores principales de la bandera, siendo usada la silueta de una golondrina en el caso de la bandera de Oberá, mientras que en el caso de la de Tierra del Fuego, se utiliza la silueta de un albatros.

## Simbología
El significado de la bandera es:
- Rojo: representa a la madre tierra, el dinamismo y la pujanza del municipio. Además, es el color característico de la tierra ferrosa donde se encuentra emplazada Oberá.
- Blanco: es el símbolo de la paz, además representa la pureza y la transparencia.
- Verde: connota la esperanza, y por supuesto la selva que caracteriza a esta región.
- Golondrina: representa a la corriente inmigratoria, relacionada con la fundación y el desarrollo cultural de la ciudad.